# Orchestre des jeunes de la Méditerranée
 (octobre 2024).
Si vous disposez d'ouvrages ou d'articles de référence ou si vous connaissez des sites web de qualité traitant du thème abordé ici, merci de compléter l'article en donnant les références utiles à sa vérifiabilité et en les liant à la section « Notes et références ».
 (octobre 2024).
L'Orchestre des Jeunes de la Méditerranée est un dispositif de formation et d’insertion professionnelle qui fait partie du Festival International d’Art Lyrique d’Aix-en-Provence depuis 2014.

## Missions
L'Orchestre des Jeunes de la Méditerranée est un dispositif de formation et d’insertion professionnelle qui fait partie du Festival International d’Art Lyrique d’Aix-en-Provence depuis 2014,. Il développe chaque année deux types de programmes de formation à destination des jeunes musiciens du bassin méditerranéen : une session symphonique, pour les musiciens classiques, et plusieurs sessions de compositions collectives, pour les musiciens improvisateurs, qui visent à transmettre les meilleurs outils possibles aux jeunes artistes pour développer leurs carrières en orchestres et en ensembles.
Chaque année, l’Orchestre des Jeunes de la Méditerranée organise des auditions pour recruter ces jeunes artistes dans de nombreuses villes du bassin méditerranéen.
La direction administrative de l’orchestre est assurée par Pierre Jacques entre 2002 et 2014, par Émilie Delorme entre 2014 et 2019 et par Pauline Chaigne depuis 2020.

## Historique
L’Orchestre des Jeunes de la Méditerranée a été créé à l’initiative de la Région Provence-Alpes-Côte d'Azur, du Ministère de la Culture et de la Communication, et du chef d’orchestre Michel Tabachnik. Il est présent depuis 1984 dans l’espace culturel méditerranéen et plus de 2700 musiciens ont pu assister à ses résidences et ateliers. Il est ‹symbole de l'identité du Bassin méditerranéen›.
L’OJM propose des formations et résidences pédagogiques  pour doter les jeunes  musiciens du bassin méditerranéen des outils pour leur pratique musicale et professionnelle à venir en ensemble ou en orchestre. Ces résidences sont ensuite suivies par des tournées en région et à l’étranger. L’OJM existe depuis plus de 35 ans et son objectif principal est de transmettre le plaisir d’interpréter un répertoire symphonique pour grand effectif d’orchestre ainsi que de promouvoir les échanges interculturels entre les jeunes des différents pays méditerranéens,.
Chaque année, environ cent  jeunes musiciens de ces pays méditerranéens sont choisis et participent à différentes sessions de formation organisées par l’OJM. Pendant le Festival International d’Art Lyrique d’Aix en Provence et lors des sessions organisées avec l’aide de partenaires, des musiciens du London Symphony Orchestra qui chaque mois de juillet viennent coacher les jeunes musiciens de la session symphonique de l’OJM.
Afin de répondre aux besoins du monde culturel d’aujourd’hui et de donner tous les outils nécessaires aux musiciens pour mieux les orienter dans leur carrière professionnelle, l’OJM organise également des ateliers de sensibilisation à la médiation.

## Recrutement
Le recrutement pour les sessions symphoniques s’effectue par le biais d’auditions, menées avec les conseils artistiques du chef d’orchestre Quentin Hindley et dans le cadre de partenariats avec des lieux de formation et différents orchestres nationaux de jeunes du bassin méditerranéen.
Chaque année, les auditions ont lieu dans près d'une vingtaine de villes de la Méditerranée (13 en 2024), afin de recruter de jeunes musiciennes et musiciens classiques de très haut niveau issus du bassin méditerranéen.
En 2024, l'OJM a organisé ses auditions en partenariat avec : Le Cyprus Youth Symphony Orchestra de Chypre, le Joven Orquesta Nacional de España (JONDE) d’Espagne, l'Orchestre National des jeunes des Pays-Bas, le Joven Orquestra Portuguesa (JOP) du Portugal, l'Orchestre des Jeunes de Slovénie et l'Orchestre National des jeunes de Turquie. Les auditions françaises se sont quant à elles déroulées dans différents conservatoires de la région Provence-Alpes-Côte d'Azur :Conservatoire à rayonnement régional d'Aix-en-Provence, Conservatoire à rayonnement régional du Grand Avignon, CRR Marseille ainsi que dans deux lieux d'enseignement supérieur : l'IESM d'Aix-en-Provence et le Conservatoire national supérieur de musique et de danse de Paris.
A l’étranger, l'OJM œuvre en coopération avec différents conservatoires nationaux supérieurs : Albanie : Académie des arts de Tirana – Bosnie-Herzegovine : Académie de musique de Sarajevo - Croatie : Académie de musique de Zagreb - Égypte : Conservatoire National du Caire  – Grèce : Conservatoire national d’Athènes -  Italie : Conservatoire Giuseppe Verdi de Milan - Liban : Conservatoire libanais national supérieur de musique / École des arts Ghassan Yammine (Beyrouth) - Malte : ARC Research and Consultancy - Monténégro : Centre de musique Monténégrin - Maroc : Conservatoire National Supérieur de Musique et d’Art Chorégraphique de Rabat, en collaboration avec Visa for Music et la Fondation Hiba - Palestine : Amwaj - Portugal : École supérieure de musique de Lisbonne - Slovénie : Académie de musique de l’Université de Ljubljana - Tunisie : Institut supérieur de musique de Tunis.
Chaque année, l'OJM garantit la possibilité à tous les musiciens de candidater par vidéo, pour les artistes résidents de pays ou les auditions n'ont pas lieu (Algérie, Égypte, Israël, Liban, Malte, Monaco, Syrie, Turquie en 2024).

## Sessions symphoniques
Afin d'accompagner au mieux près d'une centaine de jeunes artistes vers leur avenir professionnel, l'OJM organise depuis 40 ans des sessions de perfectionnement en orchestre symphonique. La session symphonique est une expérience interculturelle unique de la vie en orchestre, en répétitions puis en tournée, et transmet le plaisir du répertoire en grand effectif. En 2024, près de 86 musiciens ont participé à la session symphonique à Aix-en-Provence du 5 au 7 juillet, clôturée par une série de 3 concerts au Grand Théâtre de Provence,au CEPAC Silo à Marseille ainsi qu'à Londres au Bold Tendencies.
Lors des sessions symphoniques, les jeunes sont encadrés et conseillés par des coachs du LSO (Orchestre symphonique de Londres) et du Chef d’Orchestre associé Quentin Hindley.

## Programme musical
| Année | Programme musical | Artiste invité                        |
| ----- | --- | ------------------------------------- |
|       | |                                       |
| 2014  | FRANCISCO COLL — Hidd'n Blue CLAUDE DEBUSSY — Prélude à l'après-midi d'un faune RICHARD SRAUSS — Vier letzte Lieder ANTON WEBERN — Im Sommerwind MAURICE RAVEL — Daphnis et Chloé (Suite n°2)                                | Léa Trommenschlager, Soprano          |
| 2015  | GIUSEPPE VERDI — Les Vêpres siciliennes ANA SOKOLOVIC — Concerto pour orchestre GUSTAV MAHLER — Symphonie n°4 en sol majeur                                                                                                  | Ying Fang, soprano                    |
| 2016  | VITO ZURAJ — Burlesque MODESTE MOUSSORGSKI — Chants et danses de la mort DIMITRI CHOSTAKOVITCH — Symphonie n°9 en mi bémol majeur RICHARD STRAUSS — Till l’Espiègle                                                          | Aude Extrémo, mezzo-soprano           |
| 2017  | NIKOLAI RIMSKI-KORSAKOV - Shéhérazade - Suite symphonique op. 35 MAURICE RAVEL — Shéhérazade CHRISTINA ATHINODOROU — Votrys                                                                                                  | Virgine Verrez, mezzo-soprano         |
| 2018  | SAMY MOUSSA — Nocturne CLAUDE DEBUSSY — Iberia - images pour orchestre n°2 MAURICE RAVEL — Ma mère l'Oye - Suite de cinq pièces CLAUDE DEBUSSY — La Mer - Trois esquisses symphoniques                                       |                                       |
| 2019  | AMIR ELSAFFAR — Cornu Luminis GUSTAV MAHLER — Lieder eines fahrenden Gesellen JOHANNES BRAHMS — Symphonie n°2 en Ré Majeur, op. 73                                                                                           | John Chest, baryton                   |
| 2021  | HANNAH KENDALL — Tuxedo Vasco 'de' Gama MAURICE RAVEL — Le Tombeau de Couperin LUCIANO BERIO — Folk Songs LOUISE FARENC — Symphonie n°3 en sol mineur                                                                        | Anna Stéphany, mezzo-soprano          |
| 2022  | LILI BOULANGER — D'un matin de printemps OJM — Composition Collective XAVIER MONTS ALVATGE — Cinco canciones negras IGOR STRAVINSKI — Le Sacre du printemps                                                                  | Adriana Bignagni Lesca, mezzo-soprano |
| 2023  | BETSY JOLAS — A Little Summer Suite JACQUES IBERT — Escales OJM — Composition collective GAMAL ABDEL RAHIM — Variations on an Egyptian Folktune CAMILLE SAINT-SAENS — Concerto n°1 pour violoncelle MAURICE RAVEL — La Valse | Camille Thomas, violoncelliste        |
| 2024  | LEONARD BERNSTEIN Candide: Overture HECTOR BERLIOZ Cléopâtre OJM Composition collective FLORENCE PRICE Adoration ANTONÍN DVOŘÁK Symphonie n° 9 en mi mineur B. 178 (op. 95) « Du Nouveau Monde »                             | Astrid Nordstad, mezzo-sopano         |

## Liste des directeurs musicaux
| Année     | Directeur Musical                        |
| --------- | ---------------------------------------- |
| 2003-2005 | Roland Hayrabedian                       |
| 2006      | Jacques Mercier                          |
| 2007      | Philippe Bender et Jean-François Heisser |
| 2008      | Philippe Bender                          |
| 2009-2010 | Alain Joutard et Roland Hayrabédian      |
| 2011-2012 | François Xavier-Roth                     |
| 2013      | Gianandrea Noseda                        |
| 2014      | Alain Altinoglu                          |
| 2015      | Simon Rattle et Carlo Rizzi              |
| 2016      | Marko Letonja                            |
| 2017      | Pablo Heras-Casado                       |
| 2018      | Kazushi Ono                              |
| 2019      | Daniele Rustoni                          |
| 2020      | Duncan Ward                              |
| 2024      | Evan Rogister                            |

## Sessions de compositions collectives
Les Sessions de compositions collectives de l’Orchestre des Jeunes de la Méditerranée sont des résidences de deux semaines à destination de jeunes artistes issus du bassin méditerranéen, venant du monde des musiques improvisées et reposant sur la mémorisation à l'exclusion de toute notation.
Nées en 2014, les sessions de compositions collectives furent d'abord dirigées par Raphaël Imbert puis par Fabrizio Cassol, compositeur et saxophoniste, qui reprend la direction de ces sessions en 2015, afin de proposer des techniques d'expérimentation de composition collectives en ensemble et en s'inspirant de l'improvisation.
Grâce à son réseau de coopération euro-méditerranéen, l’OJM a organisé depuis 2014 onze sessions en Italie, à Malte, au Portugal, en Slovénie, en Tunisie, et en Turquie en-dehors des sessions annuelles aixoises
En 2022, la session de compositions collectives atteint l'effectif de 25 musiciens improvisateurs, d'horizons et bagages musicaux très différents, allant du jazz aux musiques traditionnelles. Ce concert enregistré en live fait l'objet d'un disque paru en septembre 2024, sous le nom de "Live at Festival d'Aix-en-Provence, Medinea Session".

## Discographie

### Album "Le Prophète" avec La Banda de l'OJM[26]
En 2023, 12 jeunes artistes de l’Orchestre des Jeunes de la Méditerranée ont constitué la Banda, requise pour l’opéra “Le Prophète”, qui a été donné en version concert au Festival d'Aix le 15 juillet 2023. Une expérience professionnelle unique pour ces jeunes talents qui ont joué aux côtés du London Symphony Orchestra, sous la direction de Mark Elder.

### Album "Live at Festival d'Aix-en-Provence, Médinéa Session"[27]
Publié à l’occasion des 40 ans de l’OJM, l’album Live at Festival d’Aix-en-Provence, Medinea Session de l’OJM, enregistré au Festival d’Aix-en-Provence 2022 propose une odyssée musicale à travers les créations issues des sessions de compositions collectives de l’OJM, accompagnée de la chanteuse Claron McFadden.